# Che Gong

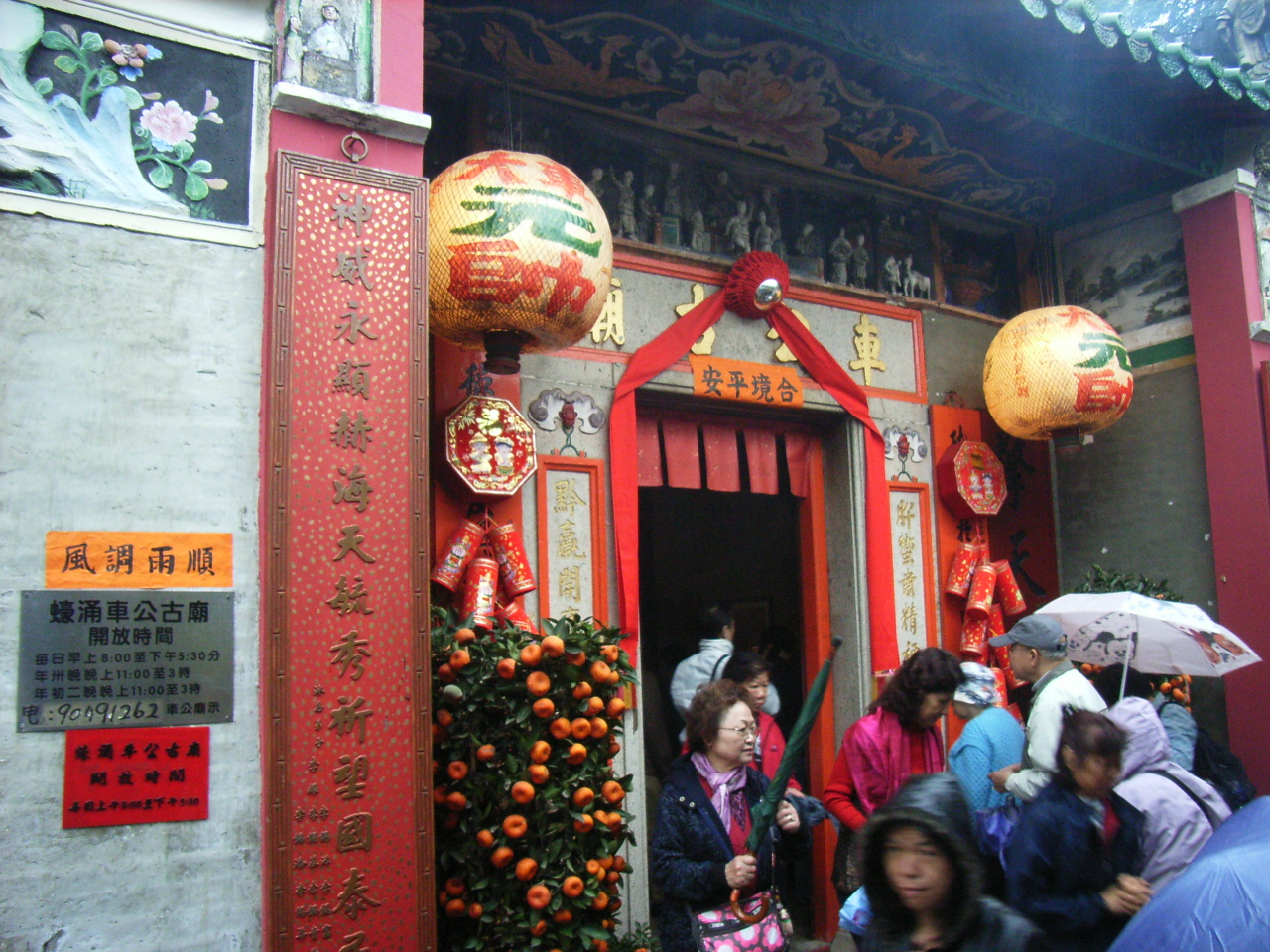
De Chegongtempel van Ho Chung, Sai Kung, Hongkong.

Che gong, Chegong of Che Kung is een taoïstische godheid die door aanhangers van traditionele Chinese godsdienst in Hongkong aanbeden wordt. Chegong was een militaire leider in de Song-dynastie en wordt nu aanbeden als een godheid. De meeste tempels van hem staan in Hongkong en de beroemdste is de Chegongtempel van Sha Tin/沙田車公廟.
Als militaire leider maakte hij de zuidelijke delen van China stabiel. Hij kwam ook voor in de dromen van dorpelingen die leden aan de pest. Toen de plaag over was, dachten de dorpelingen dat ze gered waren door Chegong. Daoïsten zien in hem een god, door zijn vele goede werken. In een Chegungtempel is altijd een houten wiel te vinden. Volgens bijgeloof brengt het geluk als er aan dit wiel een draai wordt gegeven.

## Rituelen
Bij de verering van Chegong horen bepaalde rituelen die stapsgewijs worden gedaan.
1. Kopen van windmolens en andere papieren offerandes
2. Opschrijven je familienaam en voornaam op het offerpapier
3. Branden van wierook
4. Offeren van 3 wierookstokjes
5. Draaien van de windmolen
6. Qiuqian en offeren van de papieren offerandes[1]